# Замбийско-зимбабвийские отношения
Замбийско-зимбабвийские отношения — двусторонние дипломатические отношения между Замбией и Зимбабве. Протяжённость государственной границы между странами составляет 763 км.

## История
В 1953 году территории современных Замбии, Малави и Зимбабве были объединены в единое полунезависимое государство под британским протекторатом. В 1964 году Замбия стала независимым государством и стала играть ключевую роль в антиколониальном движении на юге Африки. С 1965 по 1979 год Замбия оказывала поддержку чернокожим повстанцам в Южной Родезии во время войны в этой стране.
С 1980 по 2004 год Зимбабве не признавала факт наличия границы между Замбией и Ботсваной. В 2004 году правительство Зимбабве де-факто признало существование ботсвано-замбийской границы и сняло возражения насчет планов Замбии и Ботсваны по строительству моста через реку Замбези. В 2015 году президент Замбии Эдгар Лунгу посетил с официальным визитом Зимбабве. На встрече со своим коллегой Робертом Мугабе он заявил, что между странами сложились хорошие отношения и Замбия готова к дальнейшему укреплению экономических связей с Зимбабве.
В ноябре 2017 года в Зимбабве произошёл военный переворот, президент Роберт Мугабе был взят под стражу. Первоначально Замбия негативно отреагировала на факт военного переворота в соседней стране, но затем 20 ноября 2017 года президент Замбии Эдгар Лунгу призвал Роберта Мугабе не обострять ситуацию и уйти в отставку, бывший президент Замбии Кеннет Каунда вылетел в Хараре для ведения переговоров. 24 ноября 2017 года президент Замбии Эдгар Лунгу прибыл в Хараре для участия в церемонии инаугурации нового президента Зимбабве Эммерсона Мнангагвы и выразил надежду, что между странами останутся прежние добрососедские отношения. 

## Торговля
В 2010 году экспорт товаров из Замбии в Зимбабве составил сумму 1,3 миллиарда долларов США. В аналогичный период экспорт Зимбабве в Замбию составил сумму 486 млн долларов США. В марте 2017 года Замбия и Зимбабве упростили визовый режим между государствами. 